# 1222. grenadirski polk (Wehrmacht)
1222. grenadirski polk (izvirno nemško 1222. Grenadier-Regiment; kratica 1222. GR) je bil pehotni polk Heera v času druge svetovne vojne.

## Zgodovina
Polk je bil ustanovljen 31. oktobra 1944 kot sestavni del 180. pehotne divizije; uničen je bil v Ruhrskem obroču.